# Gyilkolásmentesség

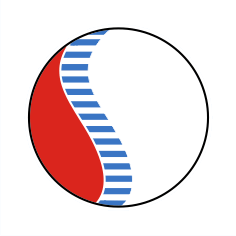
Glenn D. Paige által készített logo gyilkolásmentesség koncepciót szemléltetésére. Az ábra képileg az ázsiai jin-jang szimbólumot kombinálja a modern agykutatás legújabb eredményével (mely szerint az érzelem- és mozgásközpont közötti összekötő út stimulálásával az erőszakos emberi megnyilvánulások megszelídíthetők). A képen fehér felületként megjelenő, az emberöléstől idegenkedő emberi alapattitűd és a – kék vonalakkal jelölt – kreatív kezdeményezések kölcsönkapcsolata véget vethet az emberölésnek, amelyet a logo pirossal szemléltet.

A gyilkolásmentesség alapvetően egy olyan társadalmi paradigma megnevezése, amely tartózkodik az emberöléstől és a gyilkolással való fenyegetéstől, illetve a gyilkossághoz vezető körülmények kialakításától. Bár a kifejezés leginkább emberek meggyilkolására vonatkozik, tágabb értelemben az állatok és egyéb életformák elpusztítására is használható. Ugyanezt fogalmazza meg a szó hagyományos, buddhista etika szerinti használata, ahogyan a Pancasila első elvében olvashatjuk, valamint hasonló módon jelenik meg a világ spirituális tradícióiban is. A gyilkolásmentesség kifejezésre a Nobel-díjasok 5. világtalálkozója alkalmából aláírt „Karta az Erőszakmentes Világért” dokumentum is kitér.
Tartalmilag a gyilkolásmentesség magában foglalja a békét (a háborúnélküliség és a háborúhoz vezető feltételek felszámolása), az erőszakmentességet (pszichológiai, fizikai és intézményesített formájában), és az ahimsát (ártó szándék nélküli gondolat, szó és cselekedet koncepciója). Anélkül, hogy ezek közül bármit kirekesztene, a gyilkolásmentesség egy mindettől különálló tudományos alapokra helyezett megközelítést jelent, amelyben a célok mérhetőek, a folyamat kimenetele pedig többféle megoldást is magában foglal. Míg ugyanis az „erőszakmentesség” és a „béke” fogalmak a diskurzusokban sokszor elvont, absztrakt jellegűek maradnak, és ily módon a dialógusok egy idő után meddővé válnak, a gyilkolásmentesség számszerűsíthető, mérhető fogalom, amely folyamatában ábrázolva a klinikai vizsgálatok menetét követve tudományosan megragadható struktúrát alkot (prevenció, intervenció, poszt-traumatikus átalakulás a gyilkolás felszámolása érdekében).
Ugyanakkor szemben egyes ideológiai és spirituális irányzatokkal, amelyek hasonlóképpen az emberöléstől való tartózkodást javasolják, a gyilkolásmentesség nem jelöl ki előre meghatározott útvonalat az emberölés-mentes társadalom kialakításához. Mint a nyílt-végű megközelítések általában, a gyilkolásmentesség is az emberi kreativitásra és sokféleségre alapoz, miközben változatos tudományos, intézményi, oktatási, politikai, gazdasági és spirituális alternatívákat épít az emberölés kiváltására, és folyamatosan újraértelmezi az oktatás, a kutatás, a társadalmi részvétel és a törvényhozás szerepkörét. Bár a gyilkolásmentesség mint paradigma meghatározott fókusszal rendelkezik, tágan értelmezett társadalmi szerepvállalása is jelentős.
A gyilkolásmentesség paradigma felfogásában az emberölés egyrészt egy meghatározott társadalmi-gazdasági berendezkedés megerősítő mechanizmusai révén, másrészt a rendelkezésre álló, gyilkolásra szolgáló eszközarzenál révén valósul meg. A pszichológiai agresszióval, a fizikai bántalmazással és kínzással kivitelezett, az emberi élet látens vagy manifeszt elvételére irányuló fenyegetettséggel kapcsolatban a gyilkolásmentesség paradigma úgy kíván fellépni, hogy eltávolítja azok társadalomlélektani okait. A gyilkolásmentesség megközelítés meg kívánja szüntetni a halálközpontúsághoz kötődő deprivációkat is, míg a bioszféra élhetősége végett tartózkodik az életet fenntartó erőforrások közvetlen kizsákmányolásától épp úgy, mint a pusztulásukhoz vezető közvetett degradálásuktól. A szenvedélyből elkövetett gyilkosságokra vonatkozóan a gyilkolásmentesség olyan társadalmi és technikai feltételek megteremtését javasolja, amelyek ezek megszűnéséhez vezetnek.
"Feltehetően a valaha is élt homo sapiensek kevesebb mint két, vagy inkább egy százaléka ölte meg embertársát. A gyilkosok aránya természetesen társadalomról társadalomra változik és erősen függ attól, hogy milyen kultúráról és történelmi korról van szó (Keeley, 1996). Mindazonáltal az emberiség túlélése és szaporodása azt bizonyítja, hogy az emberi természetben az életkeresés a döntő a pusztítási vággyal szemben. “ (Nonkilling Global Political Science, 27. oldal)
Glenn D. Paige alapkönyve, a Nonkilling Global Political Science e gondolatok tényszerű kifejtését tartalmazza, amelynek végére az olvasó is meggyőződhet arról, hogy igenis lehetséges egy emberöléstől tartózkodó társadalmat létrehozni.

## Külső hivatkozások
- Glenn D. Paige, Nonkilling Global Political Science , 2002; 3rd ed. 2009.
- Glenn D. Paige, Joám Evans Pim (szerk.), Global Nonkilling Leadership , 2009.
- Center for Global Nonkilling
- Nonkilling Cause a Facebookon
- Affirmation of the Global Nonkilling Spirit
- Center for Global Nonkilling film a YouTube-on
- Karta az Erőszakmentes Világért